# 6977 Jaucourt
6977 Jaucourt este un asteroid din centura principală de asteroizi.

## Descriere
6977 Jaucourt este un asteroid din centura principală de asteroizi. A fost descoperit pe 20 iulie 1993 la Observatorul La Silla de Eric Walter Elst. El prezintă o orbită caracterizată de o semiaxă mare de 2,26 ua, o excentricitate de 0,14 și o înclinație de 3,4° în raport cu ecliptica.